# Asz-Szabrunijja
Asz-Szabrunijja (arab. الشبرونية) – wieś w Syrii, w muhafazie Hims. W 2004 roku liczyła 857 mieszkańców.